# Citrogramma variscutatum
Citrogramma variscutatum är en tvåvingeart som först beskrevs av Charles Howard Curran 1928.  Citrogramma variscutatum ingår i släktet Citrogramma och familjen blomflugor. Inga underarter finns listade i Catalogue of Life.